# Луганська обласна військово-цивільна адміністрація
Луганська обласна державна адміністрація — місцева державна адміністрація Луганської області.
З 5 березня 2015 року Указом Президента України утворена Луганська обласна військово-цивільна адміністрація.
24 лютого 2022 року, через повномасштабне російське вторгненням в Україну, набула статусу військової адміністрації.

## Голови
| № з/п | Прізвище, ім'я, по-батькові     | Час головування                     | Примітка                        |
| ----- | ------------------------------- | ----------------------------------- | ------------------------------- |
| 1     | Хананов Едуард Ахатович         | 1992 — 1994                         | Представник Президента          |
| 2     | Купін Петро Олександрович       | 1994 — 19 липня 1995                | Голова Луганського облвиконкому |
| 3     | Купін Петро Олександрович       | 19 липня 1995 — 19 жовтня 1995      |                                 |
| 4     | Фоменко Геннадій Петрович       | 19 жовтня 1995 — 8 серпня 1996      | Виконувач обов'язків            |
| 5     | Фоменко Геннадій Петрович       | 8 серпня 1996 — 7 квітня 1998       |                                 |
| 6     | Єфремов Олександр Сергійович    | 7 квітня 1998 — 27 січня 2005       | [ 5 ]                           |
| 7     | Данілов Олексій Мячеславович    | 4 лютого 2005 — 8 листопада 2005    | [ 6 ]                           |
| 8     | Москаль Геннадій Геннадійович   | 18 листопада 2005 — 26 квітня 2006  | [ 7 ]                           |
| 9     | Кобітєв Олександр Євгенович     | 26 квітня 2006 — 15 вересня 2006    | Виконувач обов'язків            |
| 10    | Антіпов Олександр Миколайович   | 15 вересня 2006 — 18 березня 2010   | [ 8 ]                           |
| 11    | Голенко Валерій Миколайович     | 18 березня 2010 — 10 листопада 2010 | [ 9 ]                           |
| 12    | Пристюк Володимир Миколайович   | 10 листопада 2010 — 2 березня 2014  | [ 10 ] [ 11 ]                   |
| 13    | Болотських Михайло Васильович   | 2 березня 2014 — 10 травня 2014     | [ 12 ] [ 13 ]                   |
| 14    | Верігіна Ірина Костянтинівна    | 10 травня 2014 — 18 вересня 2014    | Виконувачка обов'язків          |
| 15    | Москаль Геннадій Геннадійович   | 18 вересня 2014 — 15 липня 2015     | [ 15 ]                          |
| 16    | Клименко Юрій Юрійович          | 15 липня 2015 — 22 липня 2015       | Виконувач обов'язків            |
| 17    | Тука Георгій Борисович          | 22 липня 2015 — 29 квітня 2016      | [ 17 ]                          |
| 18    | Гарбуз Юрій Григорійович        | 29 квітня 2016 — 22 листопада 2018  |                                 |
| 19    | Філь Сергій Олександрович       | 22 листопада 2018 — 5 липня 2019    | Виконувач обов'язків            |
| 20    | Комарницький Віталій Мар'янович | 5 липня — 25 жовтня 2019            | [ 18 ] [ 19 ]                   |
| 21    | Гайдай Сергій Володимирович     | 25 жовтня 2019 — 15 березня 2023    | [ 20 ] [ 21 ]                   |
| 22    | Лисогор Артем Володимирович     | 12 квітня 2023 — 17 квітня 2025     | [ 22 ] [ 23 ]                   |
| 23    | Харченко Олексій Андрійович     | 17 квітня 2025 — понині             | [ 24 ]                          |

## Керівництво
- Голова — Олексій Харченко
- Перший заступник голови — Олексій Смирнов
- Заступник голови з питань агропромислового розвитку, земельних та майнових відносин, екології — Наталія Романенко
- Заступник голови із соціальних та гуманітарних питань — Катерина Безгинська
- Керівник апарату облдержадміністрації — Ірина Калініна